# Arethuseae
Arethuseae é uma tribo de plantas da família das orquídeas (Orchidaceae) que pertence a subfamília Epidendroideae no grupo das "Epidendroideas superiores" . Está dividida em duas subtribos, incluindo 26 gêneros e 739 espécies.
Algumas das espécies desta tribo estão entre as preferidas dos colecionadores de orquídeas e mesmo paisagistas pois algumas espécies, como Arundina, adaptam-se bastante bem quando plantadas em canteiros. Inclui alguns dos gêneros mais populares como Coelogyne, Thunia e Pholidota, e também espécies pequenas, particularmente os gêneros  Pleione, Dendrochilum e Chelonistele.

## Filogenia
As relações filogenéticas dentro da subfamília Epidendroideae são complicadas entre as Tribos Epidendreae e Arethuseae que foram fixadas com parcimônia e modelo baseado em dados de análises individuais da sequência de DNA. Apesar da ausência resultados conclusivos com respeito a ligações de base para algumas das relações, encontrou-se um consenso pelo qual a maior parte dos clados estariam presentes em mais de uma análise individual. 
Os limites das Tribos Arethuseae e Epidendreae são distintos na maior parte dos sistemas classificatórios de orquídeas baseados na morfologia, mas se correspondem em nas menos comprensíveis análises filógenéticas anteriores. Aqui seguimos a taxonomia publicada em Genera Orchidacearum que separa Arethuseae em tribo independente de Epidendreae.

### Tribo Arethuseae Lindley
São plantas verdes, geralmente com pseudobulbos e folhas articuladas; raízes com velame; flores de coluna apoda, normalmente com margens alargadas no ápice, comportando caudículos massivos mas sem estipe . Tribo dividida em duas subtribos, 26 gêneros  e 739 espécies . Não há espécies nativas do Brasil  a despeito de muitas terem sido introduzidas e comumente cultivadas.

#### Subtribo Arethusinae Bentham
Plantas terrestres sem pseudobulbos; quando os caules são estreitos e alongados, as flores são vistosas e as pétalas são muito mais largas que as sépalas; se apresentam bulbos subterrâneos então sua inflorescência nunca é terminal; o labelo de suas flores nunca apresenta calcar. Está dividida em 5 gêneros  e 9 espécies.
- Anthogonium Wallich. ex Lindley - 1 espécie
- Arethusa Linné - 1 espécie
- Arundina Blume - 1 espécie
- Calopogon R.Brown - 5 espécies
- Eleorchis F.Maek. - 1 espécie

#### Subtribo Coelogyninae Bentham
Plantas terrestres, epífitas ou rupícolas, com ou sem pseudobulbos; quando os caules são estreitos e alongados, as flores não são vistosas e as pétalas não são mais largas que as sépalas; se apresentam bulbos subterrâneos então sua inflorescência é terminal; o labelo de suas flores pode apresentar calcar ou não. Está dividida em 21 gêneros   e 730 espécies.
- Aglossorrhyncha Schlechter - 13 espécies
- Bletilla Rchb.f. - 5 espécies
- Bracisepalum J.J.Sm. - 2 espécies
- Bulleyia Schlechter - 1 espécie
- Chelonistele Pfitzer - 12 espécies
- Coelogyne Lindley - 195 espécies
- Dendrochilum Blume - 271 espécies
- Dickasonia L.O.Williams - 1 espécie
- Dilochia Lindley - 8 espécies
- Entomophobia de Vogel - 1 espécie
- Geesinkorchis de Vogel - 4 espécies
- Glomera Blume - 130 espécies
- Gynoglottis J.J.Sm. - 1 espécie
- Ischnogyne Schlechter - 1 espécie
- Nabaluia Ames - 3 espécies
- Neogyna Rchb.f. - 1 espécie
- Otochilus Lindley - 5 espécies
- Panisea Lindley - 9 espécies
- Pholidota Lindley ex Hooker - 41 espécies
- Pleione D.Don - 21 espécies
- Thunia Rchb.f. - 5 espécies